# Rasajana
Rasajana (trb. rasāyana, droga rtęci) – tradycja alchemii hinduistycznej o zabarwieniu tantrycznym i mistyczno-ascetycznym.
Nie była nauką empiryczną, stosowała psychologiczną projekcję, interioryzacje i identyfikacje.
Teksty tantryzmu definiują rasajanę jako piątą z siddhi. Adepci dążyli do uzyskania „chwalebnego ciała” (deha), aby móc uzyskać wyzwolenie jeszcze za życia ciała fizycznego bieżącej inkarnacji. Podobny cel przyświecał aspirantom hathajogi.

## Historia
Śiwaickich alchemików spotykali w swoich podróżach po Indiach Marco Polo i al-Biruni.
Alchemię hinduistyczną, jako system filozoficzny w Indiach (darśana) opisuje pod nazwą raseśwaradarśana filozof Madhawa
w dziele Sarwadarśanasamgraha datowanym na rok 1350.

## Pisma
- Rasasiddhanta
- Rasarnawa
- Suwarnatantra
- Rasaratnasamuććaja
- Rasasara – XIII w.
- Rasahrydaya
- Rasendraćintamani
- Rasaradźamahodadhi
- Sarwadarśanasangraha Madhawy[5].

## Kult
Obiektami kultu były rasalingi – lingamy sporządzone z substancji zawierających związki rtęci.
Rtęć (znana w Indiach od IV wieku) uważana była za szczególną substancję – odpowiadała spermie boga Śiwy.
Termin określający rtęć to harabidźa (Hara to jedno z imion Śiwy, bidźa to nasienie, zalążek).
Rasajana polecała przeprowadzenie odpowiedniego oczyszczenia i przetworzenia rtęci. Adept spożywający taką substancją stawała się identycznym z Śiwą i zyskiwać miał nieśmiertelność.

## Znaczenie
Alchemiczne procesy przedstawiane w tekstach rasajany, zdaniem Mircea Eliadego, odnoszą się do technik duchowych, nie do reakcji chemicznych. Procesy laboratoryjne miały za zadanie jedynie wesprzeć praktyki ascetyczne, będąc projekcją psyche na operacje alchemiczne, po której następuje ich interioryzacja.

## Korespondencje z alchemią europejską
Roman Bugaj omawiając alchemię indyjską zwraca uwagę na podobieństwo postaci Śiwy w systemie siarkowo-rtęciowym Indii, do patrona hermetyzmu – Hermesa Trismegistosa.